# Hieronymus Payer

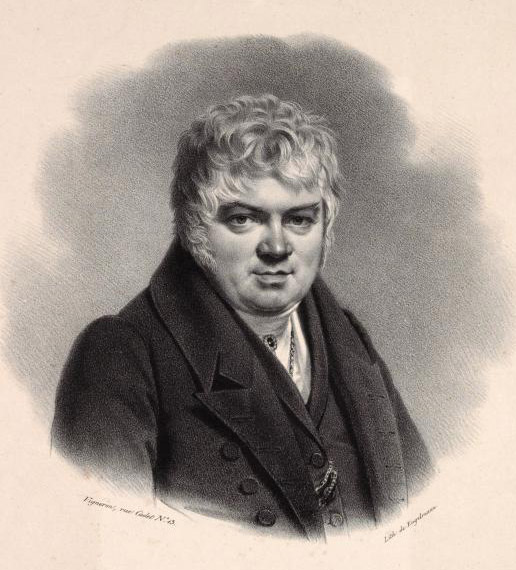
Hieronymus Payer

Hieronymus Payer (* 13. Februar 1787 in Meidling; † 17. August 1845 ebenda) war ein österreichischer Komponist und Pianist.

## Leben
Hieronymus Payer war Sohn eines Lehrers. Schon als 10-Jähriger verdiente er sich seinen Lebensunterhalt als Aushilfsmusiker und war dann auch als Hilfslehrer bei seinem Vater angestellt. 1806 wurde er Kapellmeister im Meidlinger Sommertheater, für das er sogar kleine Singspiele schrieb. Später übersiedelte er in die Innere Stadt und musizierte auch im Redoutensaal und dem Theater an der Wien erfolgreich. Auch als Pädagoge, etwa als Lehrer von Leopoldine Blahetka, war er tätig.
1821 stellte Payer in Wien erstmals die Physharmonika in einem öffentlichen Konzert vor. Drei Jahre später ging er als Kapellmeister nach Amsterdam an die dortige Hoogduitse Schouwburg und 1825 dann nach Paris. 1832 kehrte er nach Wien zurück und wurde als Vorgänger von Conradin Kreutzer für kurze Zeit Kapellmeister im Theater in der Josefstadt.
Als Pianist wurde Payer von den Zeitgenossen mit Johann Nepomuk Hummel, Ignaz Moscheles und Ferdinand Ries verglichen.

## Werke (Auswahl)
6 Messen und andere geistliche Werke
10 Opern und Singspiele, darunter
- Der wilde Jäger, Meidling 1806 oder 26. Juli 1807
- L’arbre creux, Meidling 1808
- Der hohle Baum, Meidling 1810
- Die musikalische Akademie, 1825
- Die Trauer, 1825
- Hochlands Fürsten, 1825 (Libretto: Joseph Schütz), aufgetreten ist darin u. a. auch Johann Nestroy
- La croix de feu, 1830

Instrumentalmusik
- Ouvertüren, Konzerte, Märsche, Walzer, Klaviermusik, Kammermusik